# Центонизация
Центониза́ция (от лат. cento — лоскут, заплата) — музыкальный термин, описывающий целостную композицию как компиляцию из заранее известных (соответственно, словесных и мелодических) типовых формул. Термин заимствован из литературоведения, где компиляция нового стихотворения из оригинальных цитат именуется центоном.

## Краткая характеристика
Теория центонизации прилагается к культовой монодии (григорианскому хоралу, византийским песнопениям, знаменному распеву) и традиционной музыке Востока (макамо-мугамная традиция в Турции, Иране, Азербайджане и др. странах, рага в Индии и т. д.).
По отношению к григорианскому хоралу о центонизации впервые заговорил Паоло Ферретти в 1934 году. В качестве исторического аргумента теории приводят обычно цитату из (автора жития св. Григория Великого) Иоанна Диакона (умер до 882 г.), который приписывал папе Григорию составление первого римского антифонария: Antiphonarium centonem cantorum studiosissimus nimis utiliter compilavit. Что конкретно имел в виду под «антифонарием-центоном» Иоанн, из контекста (и при полном отсутствии нотных примеров) неясно; по-видимому, речь шла скорее о компиляции литургических текстов, чем мелодических моделей. Представление о григорианском хорале как композиции, составленной с применением мелодических формул, сохраняется в науке и учебных изданиях вплоть до наших дней.
Ещё Бруно Штебляйн предостерегал от чрезмерного увлечения идеями центонизации, показывая, что «приёмы (григорианской) композиции многообразны и простираются в диапазоне от почти точной контрафактуры (если это позволяет текст) до свободного творческого варьирования мелодии-модели, оригинал которой распознаётся только при ближайшем рассмотрении (или даже точнее, при более пристальном вслушивании)». Концепция центонизации григорианского хорала подвергалась критике в работах и других авторитетных музыковедов-медиевистов, в том числе Дэвида Хайли и (неоднократно) Лео Трейтлера.
В григорианском репертуаре центонизация, как принято считать, лучше всего прослеживается в жанрах тракта, градуала и респонсория (оффиция), в то время как в других, более поздних, жанрах (секвенциях и гимнах) отмечается гораздо слабее, либо отсутствует вовсе.
Термин «центонизация» не применяется по отношению к жанрам светской музыки западноевропейской традиции, таким как пастиччо, попурри, кводлибет.